# Ricardo Sixto
Ricardo Sixto Iglesias, né le 7 janvier 1967, est un homme politique espagnol membre de Izquierda Unida (IU).
Il est élu député de la circonscription de Valence lors des élections générales de novembre 2011.

## Biographie

### Profession
Ricardo Sixto Iglesias est titulaire d'une licence en histoire et géographie, obtenue par l'Université de Valence.

### Carrière politique
Le 20 novembre 2011, il est élu député pour Valence au Congrès des députés et réélu en 2016.